# Ri Myung-hun
Ri Myung-hun (em coreano: 리명훈; hanja: 李明勲; Pyongyang, 14 de setembro de 1967), também conhecido como Michael Ri por causa de seu jogador de basquete favorito Michael Jordan, é um ex-jogador de basquete norte-coreano. Com uma altura de 2,35 m, é reconhecido como a pessoa mais alta da Coreia do Norte, chegou a ser reconhecido em 1998 como a pessoal mais alta do mundo pelo Guinnes Book e, de acordo com a Associated Press, "o jogador de basquete mais alto do mundo".

## Carreira
Ri jogou como pivô na Seleção Nacional de Basquete da República Popular Democrática da Coreia. Com 2,35 m, ele chegou a ser proclamado como o ser humano mais alto do mundo, porém mais tarde perdeu o título para o tunisiano Radhouane Charbib. Na década de 1990 ele jogou no Canadá, lá várias equipes demonstraram interesse por ele, inclusive a National Basketball Association (NBA), mas o Departamento de Estado dos Estados Unidos não autorizou que o contrato fosse firmado alegando que o contrato ia contra a Lei de Comércio com o Inimigo de 1917, tal lei proíbe que que os Estados Unidos e seus cidadãos façam comércio com a Coreia do Norte e seus cidadãos.
Mais tarde, a Coreia do Norte e Estados Unidos tentaram firmar acordos que possibilitariam que o Ri jogasse em times dos EUA, mas nenhum acordo agradou ambos os países e foi firmado. Numa entrevista à CNN, ele afirmou: "Eu sou um homem grande. Eu quero testar minha habilidade. Não estou interessado em dinheiro ou em política. Como desportista, só quero experimentar." Mais tarde, Ri disse que estava satisfeito em continuar jogando basquete no "seio" de seu do líder supremo norte-coreano Kim Jong-il.
Em dezembro de 1999, Ri participou de um jogo em Seul, capital da Coreia do Sul. No jogo, os jogadores do Norte e do Sul foram misturados e separados entre dois times, "Danhap" (Unidade) e "Dankyol" (Solidariedade), Ri marcou 26 pontos em 21 minutos, mas seu time "Dankyol" (Solidariedade) acabou prendendo por 141-138. No outro time, "Danhap" (Unidade), Park Chun Jong, também norte-coreano, marcou 30 pontos. A CNN disse em sua manchete "a plateia pouco parecia se importar com o placar [...] as treze mil pessoas presentes na Arena Jamsil pareciam 'hipnotizadas' com a altura de Ri. [...] 'ele é muito alto. Parece que veio de outro mundo', disse Noh Yon-hee".
Em seu país, Ri serviu ao exército e é visto como herói nacional, até sua esposa e filha são vistas como celebridades menores e seus feitos sempre são comemorados na televisão.
Em 28 de dezembro de 2011, durante o Funeral de Kim Jong-il, Ri Myung-hun foi visto na marcha fúnebre vestido com uniformes militares.